# Xanthorhoe cinerearia
Xanthorhoe cinerearia är en fjärilsart som beskrevs av Edward Meyrick 1883. Xanthorhoe cinerearia ingår i släktet Xanthorhoe och familjen mätare. Inga underarter finns listade i Catalogue of Life.